# Epir
Epir (grško Ήπειρος, latinizirano: Ípiros, dob. 'celina') je geografska pokrajina ob obali Jonskega morja v severozahodni Grčiji in južni Albaniji.

## Geografija
Epir se razteza od zaliva Vlora (Gji i Vlorës) v Albaniji (na severozahodu)  do Ártskega zaliva (Amvrakíkos)  v Grčiji (na jugovzhodu). V notranjost celine sega proti vzhodu do Pindskega gorovja, ki ga ločuje od Makedonije in Tesalije. Glavno mesto grškega dela Epirja je Janina, albanskega dela pa Gjirokastër. Grški del Epirja je razdeljen na okraje (nomoi) Árta, Janina, Préveza, in Thesprotía. 
Pokrajina je pretežno gorata. Gorski grebeni, ki so zgrajeni v glavnem iz apnenca, potekajo od severozahoda proti jugovzhodu in od severa proti jugu in dosežejo višino preko 2600 m (Smólikas, 2633 m). V gorskem delu pokrajine je podnebje celinsko, ob morju pa mediteransko.

## Gospodarstvo
Grebeni Pindskega gorovja so v glavnem vzporedni z morsko obalo, pobočja pa strmo padajo proti zahodu, tako da so doline med njimi primerne samo za pašo. Nekaj plodne zamlje, primerne za kmetijstvo, je samo na severu pokrajine. 
Večina Epirja leži na morski strani Pindskega gorovja, kjer prevladujejo vetrovi z Jonskega morja. To pomeni, da ima pokrajina mnogo več dežja kot celinski del Grčije. Zemlja ni najbolj primerna za kmetijstvo, dodatne težave pa povzroča razdrobljenost zemljišč. Prebivalci se ukvarjajo predvsem z ovčerejo, kozjerejo in proizvodnjo sira. Najpomembnejši kmetijski pridelki so koruza, tobak (v okolici Janine), oljke in pomaranče. Ob obali je nekaj ribičev. 
Epir nima naravnih surovin in slabo razvito industrijo, zato se je prebivalstvo množično izseljevalo. Največja gostota prebivalstva je v okolici Janine, kjer je tudi najbolj razvita industrija. 

## Zgodovina
Epir je bil naseljen že v kameni dobi. Ob obali so prevladovali pomorščaki, v notranjosti pa pastirji in lovci z jugozahodnega Balkana, ki so s seboj prinesli grški jezik. Svoje vladarje so pokopavali v jamah, na katere so nasuli visoke gomile. Podobne pogrebne običaje so imeli kasneje tudi Mikenci, kar kaže na to, da so ustanovitelji mikenske kulture prišli morda iz Epirja in osrednje Albanije. Epir je bil v tistem času kulturno zaostal, na dveh mestih pa so vseeno odkrili ostanke mikenske kulture: ob reki Aheron, ki je povezana z junaki iz Homerjeve Odiseje, so odkrili Preročišče mrtvih, ki je bilo za Delfi drugo najpomembnejše preročišče v Grčiji, v Dodoni pa Zevsovo svetišče, h kateremu je molil Ahil v Iliadi.
Po razpadu mikenske civilizacije je bil Epir izhodišče za invazijo Dorcev v Grčijo (1100–1000 pr. n. št.). Prvotne prebivalce pokrajine so potisnili proti jugu. Na ozemlju Epirja so se pojavije tri večje skupine grško govorečih plemen: Tesproti na jugozahodu, Molosi v centralnem in Haoni na severozahodu. Za razliko od večine Grkov, ki so živeli v mestih ali v okolici mest, so ta plemena živela v majhnih vaseh. 
V 5. stoletju pr. n. št. je bil Epir še vedno na obrobju grškega sveta. Grški zgodovinar Tukidid je imel Epirce za »barbare«. Edini Epirec, ki ga je imel za Grka, je bil Eakid, ki je bil član mološkega kraljevega dvora in se je imel za Ahilovega potomca. Po letu 370 pr. n. št. je postal Eakid dovolj močan, da je začel osvajati ozemlja drugih rivalskih plemen v Epirju in jih priključevati mološki državi. Eakidova osvajanja so dobila nov zagon po poroki kralja Filipa II. Makedonskega z mološko princeso Olimpijo.
Leta 334 pr. n. št. se je Aleksander Veliki, ki je bil sin Filipa in Olimpije, odpravil na vojni pohod v Azijo, njegov stric, mološki vladar Aleksander pa je tačas napadel južno Italijo, kjer je v bitki z Rimljani leta 331 pr. n. št. padel. Po njegovi smrti so epirska plemena sklenila zvezo na osnovi enakosti, poveljnik njihove vojske pa je postal mološki kralj. Najbolj znan kralj omenjene zveze je bil Pir (319-272 pr. n. št.). Njegov sin Aleksander II. je vladal ozemlju od Akarnanije na jugu do osrednje Albanije na severu. Pirovi vojaški podvigi so izčrpali moč njegove vojske, vendar so Epiru prinesli velik razcvet. V Dodoni je dal zgraditi mogočno gledališče, v Ambraciji (današnja Árta), ki je postala prestolnica države, pa veliko pristanišče. 
Leta 232 pr. n. št. je Aekidovo kraljestvo propadlo in epirsko zavezništvo se je iz plemenske zveze pretvorilo v zvezno državo Epirsko ligo, ki je imela svoj parlament (synedrion). V spopadih med Rimljani in Makedonci se je liga le s težavo obdržala, med tretjo makedonsko vojno (171-168 pr. n. št.) pa je razpadla. Molosijci so podprli Makedonce, Haonci in Tesproti pa Rimljane. Leta 167 pr. n. št. so Rimljani Molosijo porazili in 150.000 njenih prebivalcev odpeljali v suženjstvo. 
Osrednji Epir si vse do obdobja Bizantincev ni opomogel, obalna področja pa so se kot rimska provinca lepo razvijala. Po razpadu Rimskega cesarstva leta 395 je Epir postal najbolj zahodna provinca Vzhodnega cesarstva. Po razpadu Bizantinskega cesarstva leta 1204 je na ozemlju Epirja nastal Epirski despotat, ki so ga leta 1318 preplavili Srbi in Albanci. Leta 1430 je postal del turškega Osmanskega cesarstva. Epir je pod turško oblastjo močno trpel zaradi pretirane izrabe zemlje in izsekavanja gozdov. V 18. stoletju je Epir napadel turško-albanski despot Ali Paša Tepelenë, kateremu je leta 1778 ioanninski paša priznal suverenost. Njegova samopašna oblast se je leta 1810 razširila na večji del Peloponeza, osrednjo Grčijo in dele zahodne Makedonije in nazadnje sprožila grško vojno za neodvisnost (1821–1829). 
Večina severnega Epirja se le leta 1913 združila z Grčijo, na obeh straneh meje z Albanijo pa so ostale narodne manjšine. Leta 1939 je Italija okupirala celotno Albanijo in leta 1940 napadla Grčijo. Grki so se napadu uspešno uprli in zasedli veliko severnega Epirja, dokler jih ni leta 1941 napadla Nemčija. Nemška okupacija je trajala do leta 1944.
Grški del Epirja je danes ena od grških provinc (periferij).

## Vir
- www.britannica.com